# 衛生化学
衛生化学（えいせいかがく）とは、自動車や工場などから排出される物質が人体にどういった影響を与えるのかを研究する化学の一分野である。医療と関わりが強い。
衛生化学は環境中に排出される有害物質や公害・公害病などへの対策法や害から生命を守るための方法の研究にも応用される。また、ヒトの健康は種々の薬物、環境汚染物質や微生物などによって脅かされていると考えられ、それらに対しての対処法を学ぶ学問でもある。